# Željko Vuković
Željko Vuković (ur. 9 lutego 1962 w Dvorze) – austriacki piłkarz pochodzenia chorwackiego występujący na pozycji obrońcy.

## Kariera klubowa
Vuković zawodową karierę rozpoczynał w Dinamie Zagrzeb. W jego barwach zadebiutował w sezonie 1985/1986. W Dinamie spędził trzy sezony. W tym czasie pełnił tam rolę rezerwowego i sumie zagrał tam w 16 ligowych meczach, a także zdobył jedną bramkę. W 1988 roku odszedł do Spartaku Subotica, w którym spędził jeden sezon. Łącznie rozegrał tam 29 ligowych spotkań i strzelił w nich 7 goli. Jego kolejnym klubem był NK Osijek. Tam grał w sezonie 1990/1991 (34 mecze, 1 gol).
W 1991 roku wyjechał do Austrii, gdzie podpisał kontrakt z klubem Vorwärts Steyr. Jego barwy reprezentował przez cztery sezony. W tym czasie był jego podstawowym graczem. Zagrał tam sumie w 136 ligowych meczach i zdobył w nich 11 bramek. W każdym sezonie spędzonym w Vorwärts zajmował z nim 8. miejsce w austriackiej Bundeslidze.
W 1995 roku podpisał kontrakt z klubem Grazer AK, również grającym w Bundeslidze. Tam grał przez cztery lata, a w tym czasie najwyższą pozycją wywalczoną z klubem w Bundeslidze była trzecia w sezonach 1997/1998 oraz 1998/1999. W 1999 roku odszedł do drugoligowego FC Kärnten. W sezonie 2000/2001 wywalczył Puchar Austrii, a także awans do Bundesligi. W 2002 roku zakończył karierę.

## Kariera reprezentacyjna
W 1991 roku Vuković rozegrał jedno spotkanie w reprezentacji Chorwacji. W 2001 roku został powołany do kadry Austrii. Miał wówczas 39 lat i stał się najstarszym zawodnikiem w historii, debiutującym w reprezentacji Austrii. W sumie rozegrał w niej cztery spotkania.